# Vouzailles
Vouzailles es una comuna francesa situada en el departamento de Vienne, en la región de Nueva Aquitania.

## Demografía
| 548 | 508 | 471 | 458 | 435 | 444 | 575 |
| Para los censos de 1962 a 1999 la población legal corresponde a la población sin duplicidades (Fuente: INSEE [Consultar]) |     |     |     |     |     |     |